# 蝉翼荠属
蝉翼荠属（学名：Anelsonia ）为十字花科的一个属。本属以植物学家艾文纳尔逊的名字而命名。

## 下属物种
本属包括以下物种：
- 大地翅膀 Anelsonia eurycarpa (A.Gray) J.F.Macbr. & Payson